# Bledisloe Cup 1962
Nel 1962 la Bledisloe Cup viene per la prima volta assegnata su 5 partite e soprattutto con match giocati in entrambi i paesi.
Infatti sia la Nuova Zelanda sia l'Australia si recano in tour nell'altro paese.

## Tour della Nuova Zelanda
| Arbitro: | Allan Finlay |

|           |      |                          |
|           | mt   | Tremain MacEwan Watt (2) |
| Scott (2) | c.p. | Clarke                   |
|           | drop | Clarke                   |

| Arbitro: | Roger Vanderfield |

|             |      |             |
| D. Thornett | mt   | Nathan Watt |
| Scott       | tr   | Clarke      |
|             | c.p. | Clarke (2)  |

## Tour dell'Australia
| Arbitro: | Clifford McAuley |

|            |      |             |
| Morrissey  | mt   |             |
| Clarke (2) | c.p. | Chapman (3) |

| Arbitro: | Allan Farquhar |

|        |      |  |
| Clarke | c.p. |  |

| Arbitro: | Allan Farquhar |

|                          |      |         |
| Heeps Herewini Morrissey | mt   | Lenehan |
| Clarke (2)               | tr   | Chapman |
|                          | c.p. | Chapman |
| Herewini                 | drop |         |